# Turniej o Czarny Kamień Śląskiego Klubu Curlingowego
Turniej o Czarny Kamień Śląskiego Klubu Curlingowego (ang. Black Stone Trophy) – organizowany corocznie w drugiej połowie kwietnia turniej towarzyski w curlingu (bonspiel), rozgrywany w Katowicach na obiekcie Jantor. Turniej rozgrywany jest systemem szwajcarskim, z dodatkową kolejką meczów dla najlepszych drużyn i finałem zamkniętym. Dopuszczone są składy mieszane oraz drużyny grające na wózkach.

## Edycje zawodów
| Edycja | Daty          | Liczba drużyn | 1. miejsce                                                                                 | 2. miejsce | 3. miejsce                                                                                |
| ------ | ------------- | ------------- | ------------------------------------------------------------------------------------------ | --- | ----------------------------------------------------------------------------------------- |
| I      | 26-28.04.2013 | 30            | ŚKC Marlex Team Katowice                                                                   | CC Scuol (Szwajcaria)                                                                                         | Miedziane Przyciski Sopot                                                                 |
| II     | 25-27.04.2014 | 30            | Ruda Sopocka                                                                               | ŚKC Marlex Team Katowice                                                                                      | AZS Rozbitki Gliwice                                                                      |
| III    | 24-26.04.2015 | 30            | Ruda Sopocka                                                                               | Curlusy Baniate                                                                                               | ŚKC Marlex Team                                                                           |
| IV     | 22-24.04.2016 | 30            | KKC Krakofsky Kraków                                                                       | ŚKC Kretes Katowice                                                                                           | POS Kamyczek Łódź                                                                         |
| V      | 21-23.04.2017 | 30            | Beijing 2022 Borys Jasiecki, Krzysztof Domin, Konrad Stych, Andrzej Augustyniak            | Curling Team Łódź Marta Szeliga-Frynia, Adela Walczak, Zuzanna Rybicka, Maria Stefańska, Barbara Karwat       | KKC Krakofsky Krzysztof Kawecki, Karol Nowakowski, Arkadiusz Solecki, Sebastian Chojnacki |
| VI     | 27-29.04.2018 | 30            | Beijing 2022 Borys Jasiecki, Krzysztof Domin, Konrad Stych, Andrzej Augustyniak, Ewa Nogły | Bez Komentarza Marta Szeliga-Frynia, Paweł Frynia, Adam Sterczewski, Maciej Cesarz                            | AZS Gliwice Ogień Tomasz Bosek, Tomasz Pluta, Piotr Świeszek, Paweł Hertman, Marta Blacha |
| VII    | 26-28.04.2019 | 30            | Kreple Konrad Stych, Ewa Stych, Ewa Nogły, Mateusz Grymel, Daniel Łaszczewski              | AZS Poziomki Przeciwko Ludzkości Gliwice Joanna Waryszak, Jakub Hawryszków, Mirosław Cholewa, Martyna Wilczak | KKC BDD Kraków Katarzyna Staszczak, Anna Fejklowicz, Magdalena Wróbel, Monika Rodak       |
| VIII   | 24-26.04.2020 | 30            | Jeszcze nie rozegrano                                                                      | Jeszcze nie rozegrano                                                                                         | Jeszcze nie rozegrano                                                                     |